# Булганак (река, впадает в Керченский пролив)
Булгана́к (укр. Булганак, крымскотат. Bulğanaq, Булгъанакъ) — маловодная река на Керченском полуострове, длиной 7 км.
Истоки реки находятся на так называемом Булганакском сопочном поле — самой большой в Крыму группе действующих грязевых вулканов. На южной окраине поля, слиянием небольших оврагов, севернее села Бондаренково, на высоте около 60 м над уровнем моря, образуется собственно речка Булганак. Река, кроме Бондаренково, протекает через посёлок Егорово и промышленный район Керчи, в результате чего у реки имеются экологические проблемы. Булганак впадает в Керченский пролив в пределах Керченского морского порта — на территории порта река убрана в трубу.
Название Булганак означает в переводе с крымскотатарского как «мутный, грязный» — вероятно, оно связано с продуктами деятельности находящихся в верховье вулканов. На современных картах масштаба в 1 см 1 км и выше река не подписана, но отмечалась на картах XIX века.